# 核仁顯性
核仁显性（Nucleolar dominance）係指部分真核生物細胞中的兩個45S核糖體RNA基因（45S rDNA）中只有其中一個有表現（在核仁中轉錄產生rRNA）的現象，可能與細胞調控rRNA表現總量的機制有關，與哺乳動物的X染色體去活化同為細胞大規模以表觀修飾抑制基因表現的案例。
核仁显性最早在雜交種中發現，例如爪蟾屬、果蠅屬、蕓薹屬與擬南芥屬中兩物種雜交而生成的雜交種以及人類與小鼠細胞融合產生的細胞株中，僅有遺傳自其中一個親代的rDNA會被轉錄，來自另一親代的rDNA則因DNA甲基化、組蛋白甲基化或組蛋白去乙醯化（可能由小RNA介導）而完全靜默，使子代細胞的核仁數目變為親代的一半。此現象中決定靜默基因的機制為非隨機，有些生物遺傳自特定物種的基因會對另一物種的基因呈顯性，例如蕓薹屬中，黑芥的rDNA對蕓薹和甘藍的rDNA呈顯性，而蕓薹的rDNA又對甘藍的rDNA呈顯性；而有些生物（如爪蟾）則是以基因組銘印決定表現父本或母本的rDNA，與其物種種類無關。
後續研究也在非雜交種的生物中發現核仁显性的現象，顯示其為普遍存在生物細胞中的機制，非雜交種所特有，例如雄性黑腹果蠅中Y染色體上的rDNA對X染色體上的rDNA呈顯性，可能是受Y染色體上的特定序列調控，而雌果蠅兩個X染色體上的rDNA則為共顯性。部分生物的核仁显性皆是隨發育過程而漸漸形成，阿拉伯芥剛發芽時細胞中的兩個rDNA都會被表現，成熟的組織中才僅表現其中一個rDNA；果蠅的核仁显性也是隨發育而逐漸建立。